# New Hanover megye
New Hanover megye az Amerikai Egyesült Államokban, azon belül Észak-Karolina államban található. Megyeszékhelye és legnagyobb városa Wilmington. Lakosainak száma 225 702 fő (2020. április 1.). New Hanover megye Pender és Brunswick megyékkel határos.

## Népesség
A megye népességének változása:
| Lakosok száma | 203 360 | 206 044 | 209 165 | 213 267 | 220 358 | 225 702 |
|               | 2010    | 2011    | 2012    | 2013    | 2015    | 2020    |